# Anjou bástya

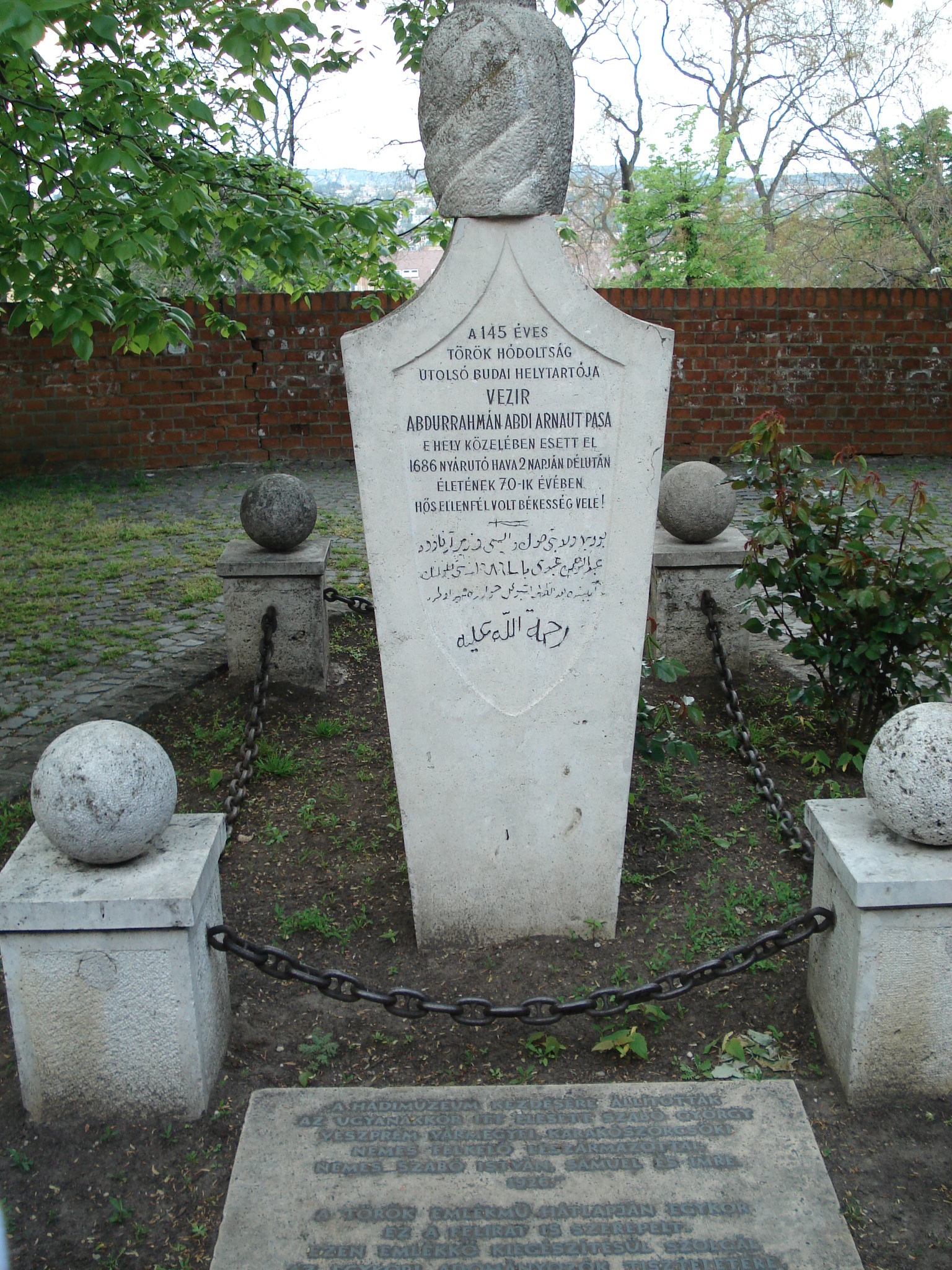
Abdurrahmán Abdi Arnaut pasa emlékköve

Anjou bástya a Budai Várnegyedben, a Bástya sétány északi részén található, az Esztergomi rondellától a Bécsi kapuig tartó ágyúterasz. Rajta a várfalat a Sziavus pasa tornya és a Murád pasa tornya erősíti. Amikor 1686-ban Budát visszafoglalták, nagy csata zajlott itt. 1696-ban a Zaiger szerint Császárrés volt a neve. A laktanya felépülése után a laktanyáról előbb Ferdinánd-bástya majd Nándor bástya, 1924-ben Csernoch János hercegprímás után Prímás bástya volt a neve. A második világháború után kapta az Anjou bástya nevet. 1936-ban, a visszafoglalás 250. évfordulójára kétoldalt fasorral ültették be. Ezen a bástyán van az utolsó budai pasa, Abdurrahmán Abdi Arnaut emlékköve.